# Juízo de valor
Um juízo de valor é um juízo sobre a correção ou incorreção de algo, ou da utilidade de algo, baseado num ponto de vista pessoal ou subjectivo. Como generalização, um juízo de valor pode referir-se a um julgamento baseado num conjunto particular de valores ou num sistema de valores determinado. Um significado conexo de juízo de valor é o de um recurso de avaliação baseado nas informações limitadas disponíveis, uma avaliação efetuada porque uma decisão deve ser tomada independentemente de estar em função da utilidade, da estetica, da moral, ou de qualquer outro critério valorativo.

## Explanação
A expressão juízo de valor pode ser usada num sentido positivo; significando que um julgamento deve ser feito levando em conta um sistema de valores, ou, num sentido depreciativo, significando um julgamento feito de um ponto de vista pessoal, em vez de um pensamento racional, objetivo.
Neste sentido positivo, a recomendação ao se fazer um juízo de valor, é que se considere cuidadosamente para evitar arbitrariedades e impetuosidade, e buscar consonância com as convicções mais profundas que se tenha.
Em seu sentido depreciativo, a expressão juízo de valor implica uma conclusão que é isolada, parcial e não objetiva — contrastando com julgamentos baseados em deliberação, equilíbrio e racionalidade.
Juízo de valor também pode referir-se a uma tentativa de julgamento baseada numa avaliação estudada das informações disponíveis, tomadas como sendo incompletas e em evolução; por exemplo, um juízo de valor sobre lançar ou não um ataque militar ou como proceder numa emergência médica. Neste caso, a qualidade do julgamento sofre porque a informação disponível é incompleta como resultado da urgência, em vez de ser resultante de limitações culturais ou pessoais.
Mais comumente, a expressão juízo de valor refere-se a uma opinião individual. De fato, a opinião de um indivíduo é formada até certo ponto por seu sistema de crenças e a cultura à qual ele pertença. Assim, uma extensão natural da expressão juízo de valor é incluir declarações que parecem ser de mão única em um determinado sistema de valores, mas que podem ser vistas de forma diferente em outro. Conceitualmente, esta extensão da definição relaciona-se tanto ao axioma antropológico de "relativismo cultural" (isto é, que o sentido cultural deriva do contexto) quanto à expressão "relativismo moral" (isto é, que as proposições de moral e ética não são verdades universais, mas brotam do contexto cultural). No sentido pejorativo, um juízo de valor formado dentro de um sistema de valores específico pode ser paroquial e estar sujeito a questionamentos junto a audiências mais amplas.

### Julgamento pessoal
Julgamento pessoal é uma expressão descrevendo uma decisão tomada entre alternativas que não são claramente certas ou erradas, e que assim deve ser tomada numa base pessoal.

### Valor neutro
Valor neutro é um adjetivo conexo que sugere independência de um sistema de valores. Por exemplo, a classificação de um objeto depende do contexto: ele é uma ferramenta ou uma arma, um artefato ou um antecedente? O objeto em si pode ser considerado de valor neutro, não sendo nem bom nem mau, nem útil nem inútil, nem significativo nem trivial, até que seja colocado em algum contexto social. Para uma discussão sobre o valor neutro da tecnologia, ver Martin e Schinzinger. Estranhamente, um item também pode ter um valor que é neutro na medida em que sua utilidade ou importância são evidentes, independentemente do contexto social; por exemplo, oxigênio.

## Juízos de valor e seus contextos
Alguns argumentam que a objetividade verdadeira é impossível, e que mesmo as mais rigorosas análises racionais fundamentam-se no conjunto dos valores aceitos no curso da análise. Consequentemente, todas as conclusões são necessariamente juízos de valor (e logo, talvez suspeitas). De fato, por todas as conclusões numa única categoria nada faz para distinguir entre elas e é, portanto, um descritor inútil exceto como um dispositivo retórico pensado para desacreditar uma posição através dum apelo a autoridade.
Como exemplo de um ponto de vista mais sutil, "verdades" científicas são consideradas objetivas, mas são mantidas empiricamente, com a compreensão de que evidências mais cuidadosas e/ou experiências mais amplas possam mudar os fatos. Além disso, uma opinião científica (no sentido de uma conclusão baseada num sistema de valores) é um juízo de valor baseado em avaliação rigorosa e amplo consenso. Com este exemplo em mente, caracterizar uma opinião como um juízo de valor é vago sem a descrição do contexto que a cerca.
Todavia, como notado no primeiro segmento deste artigo, no uso comum, a expressão juízo de valor possui um significado muito mais simples, com o contexto simplesmente implicado, não especificado.